# Cardo de Ágreda

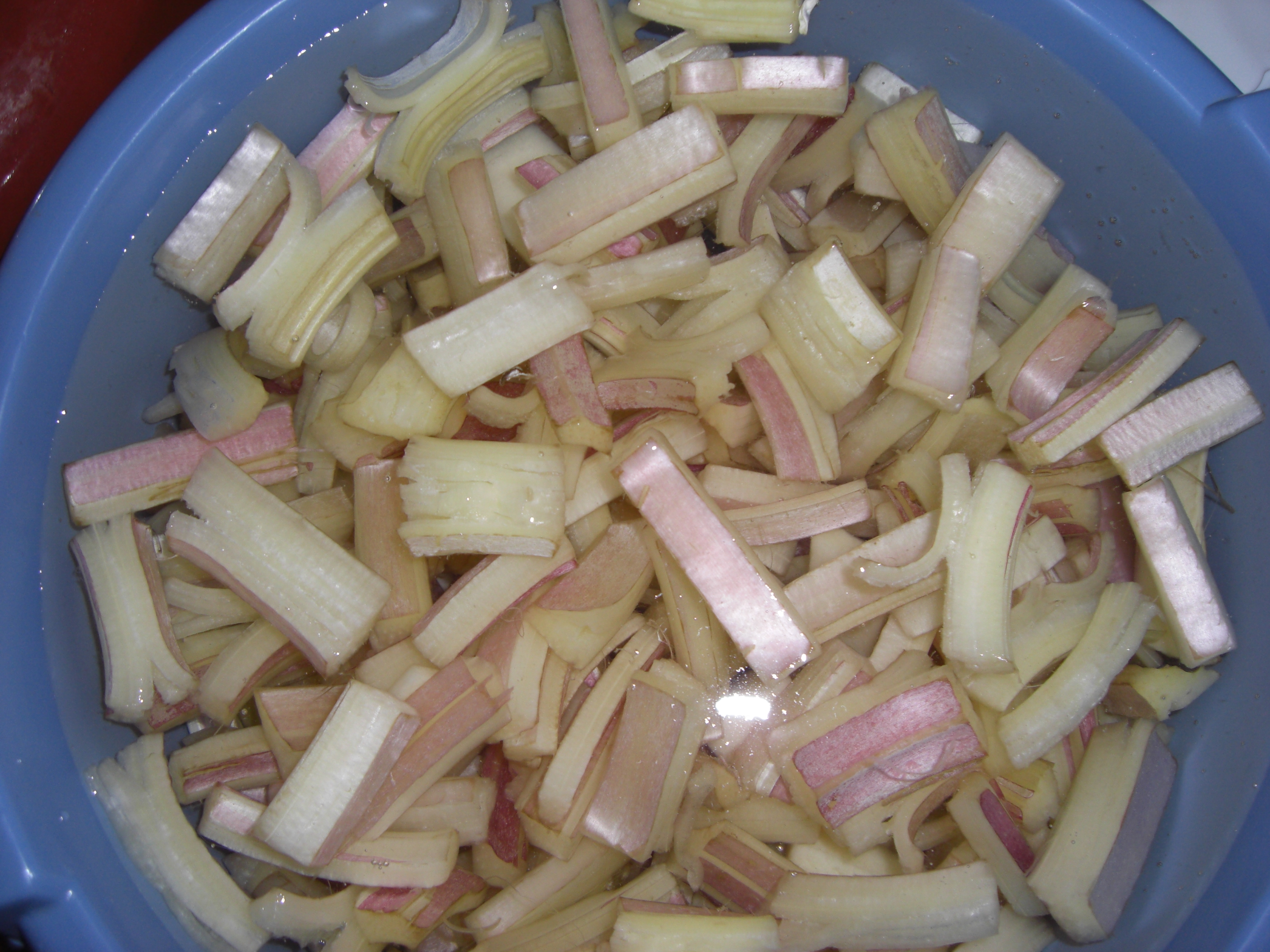
Cardo de Ágreda en remojo.

El cardo de Ágreda es uno de los productos estrella de la gastronomía agredeña, propia de la villa soriana de Ágreda (España) y su comarca.

## Características
El cardo de Ágreda es un cardo de la familia Cynara cardunculus, y tiene un color característico rosáceo o rojo gracias al clima (a los pies del Moncayo a casi 1000 metros de altitud) y gracias también al proceso de elaboración. El cardo se cultiva en la localidad desde hace siglos.
El cardo de Ágreda se consume tanto fresco, en ensalada con aceite y vinagre, como cocido, con torreznillos o nueces.
A pesar de su tradición, que no se ha perdido hasta el día de hoy, su cultivo es minoritario en comparación con otras verduras y cereales.

## Proceso de cultivo

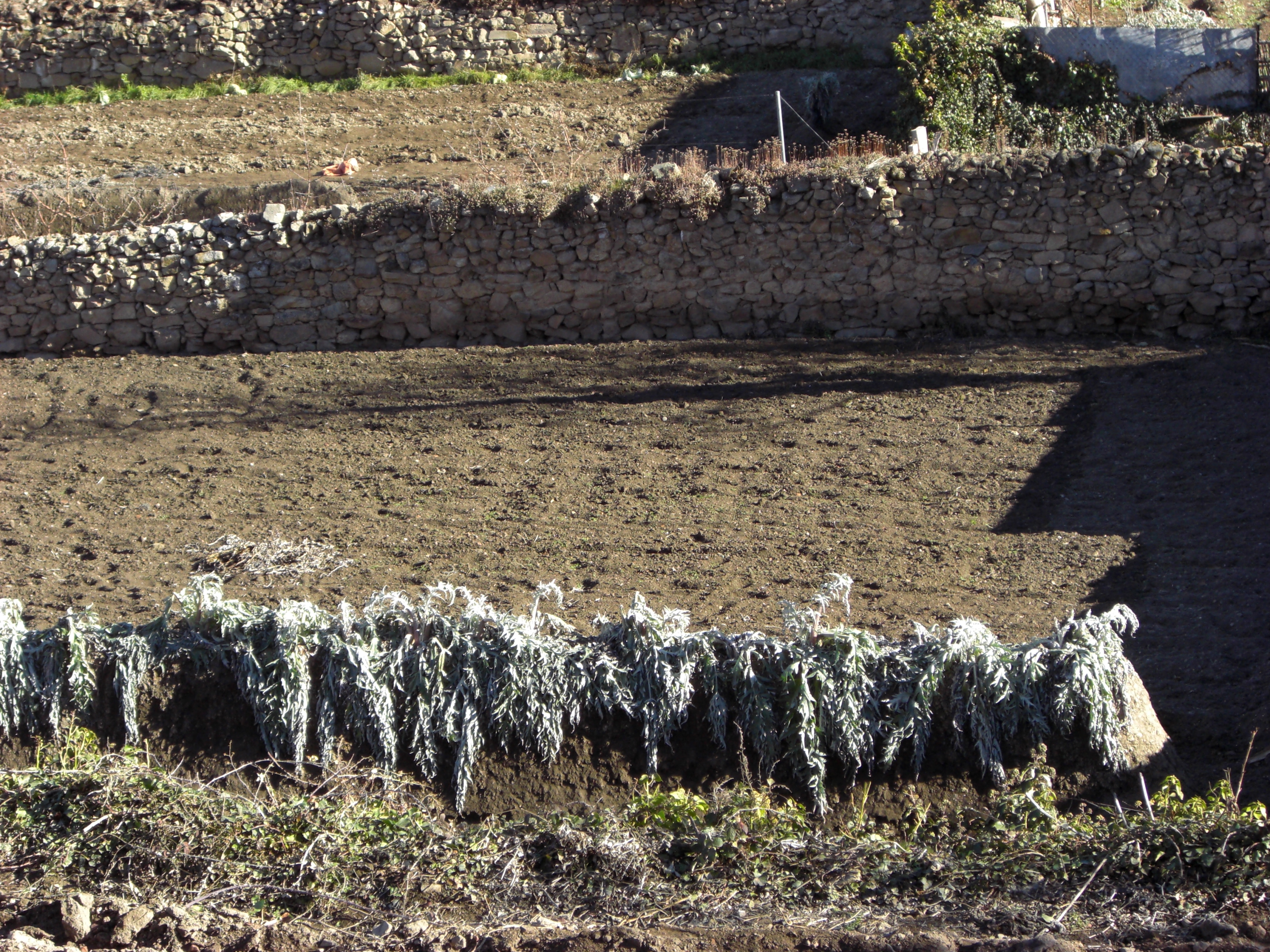
Plantación de cardos en Ágreda.

La particularidad del cardo de Ágreda es que todo el tallo se encuentra bajo tierra, para ello, los agricultores se sirven de un montículo de tierra de aproximadamente 2 metros de alto,este proceso propio de la tierra, requiere mucho más trabajo que el cubrimiento con plásticos que se utiliza en otros lugares, y que no tiene el mismo resultado de calidad y sabor.